# Marie-Zélia Lafont
Pour les articles homonymes, voir Lafont.
Marie-Zélia Lafont, née le 9 janvier 1987 à Orthez, est une kayakiste française pratiquant le slalom. Elle a représenté la France en K-1 lors des Jeux olympiques d'été de 2016 à Rio. 

## Biographie
Elle remporte le titre de championne de France en K1 en 2015. Marie-Zélia Lafont se qualifie pour les Jeux olympiques de Rio 2016 en remportant à nouveau les championnats de France Elite à Pau en avril 2016, qui font office de sélection, et où elle réussit à devancer sur trois courses la championne olympique en titre Émilie Fer. Lors des épreuves des jeux de Rio, elle termine seulement seizième lors des qualifications, à 75 centièmes de la quinzième, dernière qualifiée pour les demi-finales.

## Palmarès

### Championnats du monde de canoë-kayak slalom
- 2018 à Rio de Janeiro,  Brésil
  -  Médaille d'or en K1 par équipes
- 2015 à Londres,  Royaume-Uni
  -  Médaille de bronze en K1 par équipes

### Championnats d'Europe de canoë-kayak slalom
- 2019 à Pau,  France
  -  Médaille d'or en K1 par équipes

- 2017 à Tacen,  Slovénie
  -  Médaille de bronze en K1
  -  Médaille de bronze en K1 par équipes

- 2015 à Markkleeberg,  Allemagne
  -  Médaille de bronze en K1 par équipes

- 2013 à Cracovie,  Pologne
  -  Médaille d'or en K1 par équipes